# TESOL Quarterly
A TESOL Quarterly negyedévente recenzált tudományos folyóirat, amelyet Wiley-Blackwell tesz közzé a TESOL International Association nevében. Ez magában foglalja az angol nyelv oktatását és tanulását, a normál angol mint második nyelvjárást, beleértve a nyelvtanulás és tanítás pszichológiájáról és szociológiájáról, szakmai előkészítéséről, tanterv- kidolgozásáról, valamint tesztelésről és értékelésről szóló cikkeket. A főszerkesztők Charlene Polio és Peter De Costa, mindketten a Michigan Állami Egyetem professzorai. TESOL egy másik folyóiratot is közzétesz, a TESOL Journalt. 
A Journal Citation Reports szerint a folyóirat 2016. évi hatástényezője 2,056 volt, és 182 folyóirat közül a 14. volt a „Nyelvészet” kategóriában .  Az elmúlt három évben jelentős növekedés történt a korábbi szerkesztők, Brian Paltridge és Ahmar Mahboob, mind a Sydney-i Egyetem szerkesztői vezetése alatt: a 2015-ös hatásfok 1,513, a 2014-es hatásfok 0,940 volt. 

## Történet
A National Association for Foreign Student Affairs (magyarul: Országos Külföldi Diákügyek Szövetsége) 1963 áprilisában megrendezett éves konferenciáján javaslatot tettek egy különféle ESOL-programok képviselőinek egy kis konferenciájára. A kísérleti ülést Washingtonban DC-ben tartották 1963. szeptember 12-én. Voltak képviselők a NAFSA-tól, Center for Applied Linguistics (magyarul: az Alkalmazott Nyelvészeti Központtól), a National Council of Teachers of English (magyarul: Angol Tanárok Országos Tanácstól), a Modern Language Association (magyarul: Modern Nyelvi Szövetségtől), a Speech Association of America (magyarul: Amerikai Beszédszövetségtől), és a Bureau of Indian Affairs (magyarul: Indiai Ügyek Irodájától). Úgy döntöttek, hogy 1964. május 8–9-én Arizonában tartanak egy nemzeti kongresszust az angol nyelv más nyelvek beszélőinek való tanításáról. Úgy döntöttek, hogy szükség van egy professzionális folyóiratra is, amely a konferenciához kapcsolódik. Az első konferenciára 700 résztvevővel került sor. Ezen a ponton a TESOL szervezetét az Országos Tanácsadó Testületnek hívták az angol nyelv mint idegen nyelv oktatásáról (NACTEFL). A szakmai szervezeteket, az állami oktatási rendszereket és az angol nyelv más nyelvűeknek való tanításával foglalkozó egyéneket képviselő ad hoc bizottság 1965. január 30-án ülésezett először. A harmadik éves találkozón megtették az első lépéseket a TESOL Quarterly számára is, és kinevezték első szerkesztőjük, Betty Wallace Robinett nevét az indiáni Ball Állami Egyetemen.

## Fordítás
- Ez a szócikk részben vagy egészben  a   TESOL Quarterly című angol Wikipédia-szócikk ezen változatának fordításán alapul.  Az eredeti cikk szerkesztőit annak laptörténete sorolja fel. Ez a jelzés csupán a megfogalmazás eredetét és a szerzői jogokat jelzi, nem szolgál a cikkben szereplő információk forrásmegjelöléseként.